# Bound for Glory (2016)
Bound for Glory (2016) foi um evento de luta livre profissional produzido pela Total Nonstop Action Wrestling (TNA) e transmitido em formato pay-per-view que ocorreu em 2 de outubro de 2016, no Impact Zone na cidade de Orlando, Flórida. Este foi o décimo segundo evento da cronologia do Bound for Glory.

## Antes do evento
bound for Glory teve combates de luta profissional de diferentes lutadores com rivalidades e histórias pré-determinadas, que se desenvolveram no Impact Wrestling — programa de televisão da Total Nonstop Action Wrestling (TNA). Os lutadores interpretaram um vilão ou um mocinho seguindo uma série de eventos para gerar tensão, culminando em várias lutas.
Em 8 de julho, a TNA anunciou que o Impact Wrestling será exibido às 20:00 EST a partir de 21 de julho. Naquele mesmo dia, o "Bound for Glory Playoff" começou, um torneio para determinar o desafiante principal para o Campeonato Mundial de pesos-pesados da TNA.
Na primeira rodada, Matt Hardy, Ethan Carter III, Drew Galloway, Mike Bennett avançaram às semifinais, com vitórias sobre James Storm, Eli Drake, Bram e Jeff Hardy respectivamente. Na segunda rodada, Carter bateu Hardy enquanto Bennett venceu Galloway. Na final, Carter derrotou Bennett, se tornando o desafiante principal para o Campeonato Mundial dos pesos-pesados TNA.
|  | Quartas de final | Quartas de final |                  |      | Semifinais | Semifinais |  |  | Final | Final |
|  |                  |                  |                  |      |            |            |  |  |       |       |
|  |                  |                  |                  |      |            |            |  |  |       |       |
|  |                  |                  |                  |      |            |            |  |  |       |       |
|  | Broken Matt      | Pin              |                  |      |            |            |  |  |       |       |
|  | Broken Matt      | Pin              |                  |      |            |            |  |  |       |       |
|  | James Storm      | 9:29             |                  |      |            |            |  |  |       |       |
|  | James Storm      | 9:29             | Broken Matt      | 7:28 |            |            |  |  |       |       |
|  |                  |                  | Broken Matt      | 7:28 |            |            |  |  |       |       |
|  |                  | Ethan Carter III | Pin              |      |            |            |  |  |       |       |
|  | Ethan Carter III | Ethan Carter III | Pin              | Pin  |            |            |  |  |       |       |
|  | Ethan Carter III |                  |                  | Pin  |            |            |  |  |       |       |
|  | Eli Drake        | 7:55             |                  |      |            |            |  |  |       |       |
|  | Eli Drake        | 7:55             | Ethan Carter III | Pin  |            |            |  |  |       |       |
|  |                  |                  | Ethan Carter III | Pin  |            |            |  |  |       |       |
|  |                  | Mike Bennett     | 17:23            |      |            |            |  |  |       |       |
|  | Drew Galloway    | Mike Bennett     | 17:23            | Pin  |            |            |  |  |       |       |
|  | Drew Galloway    |                  |                  | Pin  |            |            |  |  |       |       |
|  | Bram             | 6:58             |                  |      |            |            |  |  |       |       |
|  | Bram             | 6:58             | Drew Galloway    | 7:48 |            |            |  |  |       |       |
|  |                  |                  | Drew Galloway    | 7:48 |            |            |  |  |       |       |
|  |                  | Mike Bennett     | Pin              |      |            |            |  |  |       |       |
|  | Jeff Hardy       | Mike Bennett     | Pin              | 2:10 |            |            |  |  |       |       |
|  | Jeff Hardy       |                  |                  | 2:10 |            |            |  |  |       |       |
|  | Mike Bennett     | Pin              |                  |      |            |            |  |  |       |       |
|  | Mike Bennett     | Pin              |                  |      |            |            |  |  |       |       |

No episódio de 13 de agosto de 2016 do Impact Wrestling, o presidente da TNA, Billy Corgan, anunciou que o TNA King of the Mountain Championship seria desativado a favor do novo título da companhia, o Impact Grand Championship. Corgan também anunciou um torneio entre oito lutadores onde o vencedor seria o campeão inaugural do Campeonato Impact Grand, em um formato de sistema de eliminação direta com regras diferentes das convencionais. As novas regras consistem em três rodadas de tempo, com uma equipe de juízes para determinar o resultado com base em pontos, se não houver um vencedor através de pinfall ou submissão dentro do tempo estimado. A final entre Drew Galloway e Aron Rex estava agendada para acontecer no Bound for Glory, no entanto, a TNA anunciou dois dias antes do evento que Drew Galloway teve uma lesão e não poderia lutar no Bound for Glory. Eddie Edwards foi anunciado como substituto de Galloway para enfrentar Rex na final do torneio pelo Impact Grand Championship.
|  | Quartas de final | Quartas de final |               |           | Semifinais | Semifinais |  |  | Final | Final |
|  |                  |                  |               |           |            |            |  |  |       |       |
|  |                  |                  |               |           |            |            |  |  |       |       |
|  |                  |                  |               |           |            |            |  |  |       |       |
|  | Braxton Sutter   | 6:43             |               |           |            |            |  |  |       |       |
|  | Braxton Sutter   | 6:43             |               |           |            |            |  |  |       |       |
|  | Drew Galloway    | Submissão        |               |           |            |            |  |  |       |       |
|  | Drew Galloway    | Submissão        | Drew Galloway | Decisão   |            |            |  |  |       |       |
|  |                  |                  | Drew Galloway | Decisão   |            |            |  |  |       |       |
|  |                  | Eddie Edwards    | 9:00          |           |            |            |  |  |       |       |
|  | Eddie Edwards    | Eddie Edwards    | 9:00          | Submissão |            |            |  |  |       |       |
|  | Eddie Edwards    |                  |               | Submissão |            |            |  |  |       |       |
|  | Mahabali Shera   | 6:53             |               |           |            |            |  |  |       |       |
|  | Mahabali Shera   | 6:53             | Eddie Edwards | 15:00     |            |            |  |  |       |       |
|  |                  |                  | Eddie Edwards | 15:00     |            |            |  |  |       |       |
|  |                  | Aron Rex         | Decisão       |           |            |            |  |  |       |       |
|  | Aron Rex         | Aron Rex         | Decisão       | Pin       |            |            |  |  |       |       |
|  | Aron Rex         |                  |               | Pin       |            |            |  |  |       |       |
|  | Trevor Lee       | 4:55             |               |           |            |            |  |  |       |       |
|  | Trevor Lee       | 4:55             | Aron Rex      | Pin       |            |            |  |  |       |       |
|  |                  |                  | Aron Rex      | Pin       |            |            |  |  |       |       |
|  |                  | Eli Drake        | 7:48          |           |            |            |  |  |       |       |
|  | Jessie Godderz   | Eli Drake        | 7:48          | 8:14      |            |            |  |  |       |       |
|  | Jessie Godderz   |                  |               | 8:14      |            |            |  |  |       |       |
|  | Eli Drake        | Pin              |               |           |            |            |  |  |       |       |
|  | Eli Drake        | Pin              |               |           |            |            |  |  |       |       |

† Edwards substituiu Drew Galloway, que sofreu uma lesão após as semifinais.
No episódio de 19 de agosto do Impact Wrestling, The Broken Hardys (Broken Matt e Brother Nero) venceu uma luta de escadas para se tornar o desafiante principal pelo campeonato mundial de duplas da TNA.
Em 15 de setembro, Gail Kim venceu uma luta gautlent para se tronar a desafiante principal pelo Campeonato das Knockouts da TNA.
Em 22 de setembro, no Impact Wrestling, foi anunciado uma luta Bound for Gold Gauntlet, onde o vencedor teria uma oportuninade por qualquer título da TNA.

## Resultados
| Nº                                          | Resultados | Estipulações                                                     | Tempo |
| ------------------------------------------- | --- | ---------------------------------------------------------------- | ----- |
| 1                                           | Jade derrotou Sienna                                                                                            | Luta individual                                                  | 06:54 |
| 2                                           | DJZ (c) derrotou Trevor Lee                                                                                     | Luta individual pelo Campeonato da X Division da TNA             | 11:12 |
| 3                                           | Eli Drake venceu eliminando por último Tyrus                                                                    | Luta 10-man Bound for Gold Gaunlet                               | 15:19 |
| 4                                           | Moose derrotou Mike Bennett                                                                                     | Luta individual                                                  | 10:09 |
| 5                                           | Aron Rex derrotou Eddie Edwards                                                                                 | Luta individual pelo Campeonato Impact Grand                     | 15:00 |
| 6                                           | The Broken Hardys (Matt Hardy e Brother Nero) (com Rebecca Hardy) derrotou The Decay (Abyss e Crazzy Steve) (c) | Luta de duplas pelo Campeonato Mundial de Duplas da TNA          | 22:28 |
| 7                                           | Gail Kim derrotou Maria Kanellis (c) (com Allie e Mike Bennett)                                                 | Luta individual pelo Campeonato das Knockouts da TNA             | 05:19 |
| 8                                           | Lashley (c) derrotou Ethan Carter III                                                                           | Luta individual pelo Campeonato Mundial dos Pesos-Pesados da TNA | 16:11 |
| (c) – Refere-se aos campeões antes da luta. | |                                                                  |       |

- TNA Bound for Glory
- Eventos em pay-per-view da TNA
- Hall da Fama da TNA